# Oostelijke oogstmuis
De oostelijke oogstmuis (Reithrodontomys humulis)  is een zoogdier uit de familie van de Cricetidae. De wetenschappelijke naam van de soort werd voor het eerst geldig gepubliceerd door Audubon & Bachman in 1941.

## Voorkomen
De soort komt voor in de Verenigde Staten.